# Digimon Data Squad
Digimon Data Squad (jap. デジモンセイバーズ Dejimon Seibāzu, Digimon Savers) ist die fünfte Anime-Serie des Digimon-Franchises. Sie wurde vom Studio Toei Animation produziert und in Japan sowie mehreren anderen Staaten im Fernsehen ausgestrahlt, darunter auch in Deutschland.

## Inhalt

### Welt und Technik
Die Welt und Technik von Digimon Data Squad basieren im Wesentlichen auf der der ersten Serie und bauen diese aus.
Über die Digiwelt, in der die Digimon leben, ist nicht viel bekannt. Sie wird von einem Computerprogramm namens Yggdrasil, das für die Digimon eine Art Gott darstellt, überwacht und ist von der menschlichen Welt getrennt. Es gibt aber Digitore, die eine Verbindung zwischen den Welten herstellen und die künstlich geöffnet werden können, aber sporadisch auch von selbst entstehen. Im Kampf besiegte Digimon werden zu Digieiern und nach einiger Zeit aus diesen wiedergeboren, können sich aber nicht an ihr bisheriges Leben erinnern. Werden die Digieier jedoch zerstört, ist das jeweilige Digimon endgültig tot.
Das Digivice der Hauptcharaktere der Serie heißt „Digivice iC“, bzw. später weiterentwickelt „Digivice Burst“. Erstmals können darin die jeweiligen Digimon-Partner aufbewahrt werden. Das Digivice dient aber im Wesentlichen dazu, das Digisoul, also die mentale Kraft des menschlichen Partners, auf das Digimon zu übertragen, sodass es digitiert.
Auch in Digimon Data Squad können Digimon digitieren, um so ein neues Level und damit mehr Kampfkraft zu erlangen. Im Gegensatz zu den Vorgängerstaffeln ist dabei aber bis zur Ultimate Evolution nur die erstmalige Digitation auf ein neues Level mit Schwierigkeiten verbunden. Daher ersetzt auch die jeweils nächsthöhere Digitation die vorherigen fast vollständig. Die Digimon-Partner der Hauptpersonen führen im Laufe der Serie folgende Digitationen aus:
Anmerkung: Da die Namen der Digitationen nur als Text auf den Digivices zu lesen sind und nicht genannt werden, sind die lokalisierten, deutschen Namen nicht bekannt.
Digitation/Evolution
Bei der Digitation digitiert ein Digimon des Rookie-Levels auf das Champion-Level. Um diese Digitation durchführen zu können, muss das Digisoul des menschlichen Partners aufgeladen werden. In der Regel geschieht dies durch dessen Entschlossenheit, lediglich Marcus Damon muss dafür mit seiner Faust einen direkten Treffer beim gegnerischen Digimon landen.
Perfect Evolution
Die Perfect Evolution ist die Digitation vom Champion- auf das Ultra-Level. Sie geschieht durch die besonders hohe Aufladung des Digisouls, also eine starke Gefühlsregung und große Entschlossenheit des menschlichen Partners.
Ultimate Evolution
Zur Ultimate Evolution vom Rookie- auf das Mega-Level wird das weiterentwickelte Digivice iC Burst benötigt. Um sie durchführen zu können, muss der menschliche Partner in der Lage sein, sein Digisoul und damit seine Emotionen zu kontrollieren und gezielt auf das Digimon zu bündeln.
Burst Mode
Bei der Burst Evolution wechselt ein Mega-Level-Digimon in den Burst-Modus. Dabei ist seine Kraft direkt an die mentale Stärke des menschlichen Partners gekoppelt. So kann sie die eines gewöhnlichen Mega-Level-Digimons deutlich übersteigen. Bei mangelnder Konzentration kann das Digimon aber unkontrollierbar oder sogar wieder zum Digiei werden.

### Vorgeschichte
Rund 10 Jahre vor Beginn der Serie schaffte es das Ehepaar Crier, ein Digitor zu öffnen. Dabei wurde allerdings ihr Sohn Keenan Crier in die Digiwelt gezogen. Zusammen mit anderen Forschern und Soldaten machten sie sich selbst auf in die Digiwelt, um das Kind zu suchen und mehr über die Digiwelt herauszufinden. Nachdem anfänglich alles nach Plan verlaufen war, griff Prof. Akihiro Kurata, einer der Forscher des Expeditionsteams, aus Panik ein Digimon an. Ab diesem Moment betrachteten die Digimon die Menschen als Feinde und attackierten sie.
Mit Hilfe einer Oszillationsbombe konnte das Team ein Digitor öffnen und fliehen, Dr. Spencer Damon blieb aber zurück. Dieser traf auf Merukimon und schloss mit ihm ein Friedensabkommen zwischen Menschen und Digimon. Anschließend begann er, Yggdrasil, den Herrscher der Digiwelt zu suchen und traf dabei BanchoLeomon, das ihn begleitete. Gerade als er Yggdrasil gefunden hatte, erschien aber Prof. Kurata andernorts erneut und griff mit den von ihm entwickelten, künstlichen Digimon Gizmon die Digiwelt an. Yggdrasil wollte daraufhin Spencer Damon töten, BanchoLeomon schaffte es aber, dessen Seele zu retten.

### Handlung
Der Straßenkämpfer Marcus Damon trifft durch Zufall auf das durch ein Digitor in die menschliche Welt gelangte Digimon Agumon und fängt eine Schlägerei mit ihm an. Dabei werden beide aber letztendlich Freunde. Um zu verhindern, dass Agumon zurück in die Digiwelt geschickt wird, schließt sich Marcus der DATS (Digitale Abwehr-Taktik Sondereinheit) an, die dafür zuständig ist, in die menschlichen Welt eindringende Digimon abzuwehren und entsprechende Vorfälle vor der Öffentlichkeit geheim zu halten. Er kommt in ein Team mit Thomas Norstein, mit dem er sich am Anfang nicht sehr gut versteht und Yoshino Fujieda, die ebenfalls Digimon-Partner besitzen.
Gemeinsam wehren die drei immer wieder Digimonangriffe ab und schicken die Eier der Digimon in die Digiwelt zurück. Erst als eines Tages Merukimon auftaucht, scheitert das Team und muss sich zurückziehen. Daraufhin geht das Dreiergespann in die Digiwelt um sich Merukimon erneut zu stellen. Dabei trifft es auf Keenan Crier, der als Baby versehentlich in die Digiwelt gelangte und dort von Digimon großgezogen wurde. Dieser hält sich selbst für ein Digimon und hat einen großen Hass auf alle Menschen, da Prof. Kurata seine Digimonmutter Frigimon tötete. Merukimon ist enttäuscht von den Menschen, da diese den mit Dr. Spencer Damon, Marcus Vater, geschlossenen Friedensvertrag gebrochen haben und greift das DATS-Team an. Dieses schafft es aber zusammen mit Keenan, in die Menschenwelt zu fliehen.
Nachdem die Freunde Keenan klargemacht haben, dass er selbst ein Mensch ist und ihn so auf ihre Seite bekehrt haben, wagen sie zusammen mit Prof. Kurata von der DATS einen erneuten Anlauf. Merukimon klärt Marcus und seine Freunde über die Vergangenheit und Prof. Kuratas Grausamkeit auf, dieser tötet aber Merukimon, zerstört dessen Ei und plant, die gesamte Digiwelt auszulöschen.
Zurück in der Menschenwelt löst Prof. Kurata die DATS auf, nimmt Marcus, Thomas, Yoshino, Keenan und ihre Digimon gefangen und will mit seinen verbesserten Gizmon XT die Digiwelt angreifen. Die Freunde können aber mit ihren Digimon entkommen und stellen sich Kurata entgegen. Dieser schafft es aber, nach und nach fast alle Digimon inkl. deren Eier zu vernichten, die gesammelte Energie auf Belphemon, ein altes, dämonisches Digimon zu übertragen und seinen Geist schließlich in es zu transferieren. Mit Hilfe von BanchoLeomon gelingt es dem ehemaligen DATS-Team und Keenan aber, ihre Digimon auf das Mega-Level digitieren zu lassen und so Belphemon zu besiegen.
Mit letzter Kraft zündet Prof. Kurata aber mehrere Oszillationsbomben gleichzeitig und zerstört so die gesamte Grenze zwischen der Digiwelt und der menschlichen Welt. Beide Welten drohen zu kollabieren und sich so gegenseitig auszulöschen. BanchoLeomon nimmt all seine Kraft zusammen und schafft es so, den Vorgang kurzzeitig zu stoppen. Das neu gegründete DATS-Team versucht nun, Yggdrasil um Rat zu fragen, doch dieser kontrolliert den Körper von Marcus Vater und ist unbarmherzig gegenüber den Menschen, da er ihnen Prof. Kuratas Verhalten nicht verzeiht. Gleichzeitig schickt er seine Königlichen Ritter aus um das Team um Marcus zu besiegen.
Deren Digimon erreichen jedoch den Burst-Modus, besiegen einige der Ritter und stellen Yggdrasil. Schließlich enthüllt BanchoLeomon Marcus, dass ihm die Seele seines Vaters innewohnt und es opfert sich selbst um Yggdrasil zu stoppen. Doch dieser lebt immer noch, ist nun noch stärker und der Meinung, dass beide Welten es nicht länger verdient haben, zu existieren. Mit den Kräften aller Menschen und Digimon gelingt es Markus und Agumon aber schließlich, Yggdrasil endgültig zu besiegen. Gerade als Marcus seiner Mutter und seiner kleinen Schwester sagen will, dass sein Vater den Kampf nicht überlebt hat, taucht dieser wieder auf und erklärt, dass er von Yggdrasil mit dessen letzter Kraft wiederbelebt wurde.
Nun, da die Welten sich wieder normalisieren und sich der Übergang schließt, meinen die Digimon-Partner der Menschen, dass sie wieder in die Digiwelt zurückkehren sollten, um das Ziel, ein friedliches Miteinander beider Welten zu schaffen, zu verwirklichen. Gerade als sie abreisen wollen, taucht Markus auf und erklärt, dass er zusammen mit den Digimon in die Digiwelt gehen und dort für Recht und Ordnung sorgen will.
Im fünf Jahre nach den Ereignissen der Haupthandlung spielenden Epilog wird gezeigt, dass Yoshino Polizistin geworden ist, Thomas seine Schwester geheilt und dafür den Nobelpreis für Medizin gewonnen hat, Keenan nun bei seinen Eltern und seiner kleinen Schwester wohnt und mit Marcus Schwester in die Schule geht, und Marcus noch immer in der Digiwelt lebt und dort Streitereien zwischen den Digimon schlichtet.

### Charaktere
Marcus Damon (Masaru Daimon)
Der 14-jährige Marcus ist mutig, entschlossen und selbstsicher, aber oft auch leichtsinnig und übermütig. Er ist leidenschaftlicher Straßenkämpfer und der Anführer des DATS-Teams. Er lebt mit seiner Mutter Sarah Damon (Sayuri Daimon) und seiner kleinen Schwester Kristy Damon (Chika Daimon) zusammen. Sein Digimon-Partner ist das ebenfalls sehr übermütige Agumon.
Yoshino Fujieda
Die 18-jährige Yoshino ist fröhlich und ausgelassen, gibt aber bei Problemen schnell auf. Sie ist Mitglied des DATS-Teams und hat mehrere Schwestern auf die sie früher sehr oft eifersüchtig war, über ihr weiteres Privatleben ist aber nicht viel bekannt. Ihr Digimon-Partner ist das stets um sie besorgte Lalamon.
Thomas H. Norstein (Thoma H. Norstein)
Der 14-jährige Thomas ist der Denker des DATS-Teams. Er ist intelligent, sportlich aber eher einzelgängerisch. Sein Vater, Franz Norstein, ist ein österreichischer Aristokrat. Thomas hat außerdem eine kleine Halbschwester, Relena Norstein, die durch eine unbekannte Krankheit auf einen Rollstuhl angewiesen ist. Seine japanische Mutter kam bei einem Unfall ums Leben, als er noch klein war. Sein Digimon-Partner ist das ihm zutiefst untergebene Gaomon.
Keenan Crier (Ikuto Noguchi)
Der 10-jährige Keenan kam als Baby versehentlich in die Digiwelt und wurde dort von Digimon aufgezogen. Er sieht sich deshalb anfangs als solches, hat aber auch später eine besonders starke Beziehung zu ihnen. Er ist mutig und sehr emotional. Sein Digimon-Partner ist das selbstlose Falcomon.

## Konzeption
In der Serie wurde das ursprüngliche „Partner-Prinzip“ der ersten drei Serien wieder aufgenommen, die Auserkorenen werden nicht wie in Digimon Frontier selbst zu Digimon. Die Hauptcharaktere sind, anders als in den vorherigen Serien, nicht mehr denen der ersten Serie nachempfunden. Die Organisation DATS weist jedoch große Ähnlichkeiten mit Hypnos aus Digimon Tamers auf.

## Veröffentlichungen

### Fernsehserie
Digimon Savers wurde vom japanischen Animationsstudio Toei Animation produziert und übernahm am 2. April 2006 den Sendeplatz des Animes Konjiki no Gash Bell!! auf Fuji TV. Die Serie wurde Sonntagmorgens bis zum 25. März 2007 ausgestrahlt, an dem sie von der vierten Neuauflage des Animes Gegege no Kitarō abgelöst wurde. Alle 48 Episoden wurden in Japan im NTSC-Standard gesendet.
Die Serie lief in den USA auf dem Sender Jetix am 1. Oktober 2007 um 20:30 Uhr unter dem Titel Digimon Data Squad an. Weitere Ausstrahlungen folgten in Lateinamerika, Frankreich, Italien, Dänemark, Thailand und auf den Philippinen.
Die deutschsprachige Erstausstrahlung begann in Deutschland am 30. November 2007 und endete am 14. Februar 2008. Die Serie wurde unter dem Titel Digimon Data Squad auf dem Privatsender RTL II ausgestrahlt und lief im Format Pokito Montag- bis Freitagnachmittag um 14:45 Uhr. Gesendet wurde die Fernsehserie im PAL-Verfahren.

#### Veränderungen in den internationalen Ausstrahlungen
Die Serie wurde in vielen der Ausstrahlungsländer stark bearbeitet. Bei der US-amerikanischen Fassung wurden seitens des Synchronstudios Studiopolis Inc. viele der japanischen Namen anglisiert, Szenen, die entweder Gewalt enthielten oder als unbedeutend erschienen, geschnitten und Dialoge und Bezeichnungen verändert. Die Vergangenheit des Hauptcharakters Marcus Damon (Masaru Daimon) als Straßenkämpfer wurde komplett entfernt. Des Weiteren wurde die originale Hintergrundmusik entfernt und durch Eigenkompositionen ausgetauscht.
Bei der Umsetzung der deutschen Version orientierte man sich am japanischen Original. Hierbei wurden weder Dialoge noch Szenen gekürzt oder bearbeitet. Aus Vermarktungsgründen mussten jedoch die anglisierten Namen übernommen werden, welche vom Münchener Lizenzgeber CTM Concept - TV & Merchandising vorgegeben wurden. Zudem wird in der deutschen Fassung nur der erste Vorspann und Abspann gezeigt, wobei der Abspann stark gekürzt wurde.

### DVD-Veröffentlichung
KSM Anime veröffentlichte nach den ersten vier Staffeln auch Digimon Data Squad auf DVD-Box. Vol. eins mit den ersten 16 Episoden im limitierten Sammelschuber erschien am 20. September 2018. Die zweite Box mit den Folgen 17 bis 32 wurde am 24. Januar 2019 veröffentlicht. Enthalten ist nur die deutsche Synchronfassung; als Extras gibt es verschiedene Trailer und Bildergalerien. Die dritte Box wurde am 25. April veröffentlicht. 

#### Synchronisation
Die deutsche Fassung der Fernsehserie wurde im Auftrag von RTL II von den Berliner Ateliers der MME Studios GmbH mit deutschsprachigen Dialogen versehen.
| Rolle (jp./dt.)                                | Japanischer Sprecher (Seiyū) | Deutscher Sprecher |
| ---------------------------------------------- | ---------------------------- | ------------------ |
| Masaru Daimon / Marcus Damon                   | Sōichiro Hoshi               | Julius Jellinek    |
| Tohma H. Norstein / Thomas H. Norstein         | Hirofumi Nojima              | Ricardo Richter    |
| Yoshino Fujieda                                | Yui Aragaki                  | Julia Stoepel      |
| Ikuto Noguchi / Keenan Crier                   | Rie Kugimiya                 | Nicolás Artajo     |
| Captain Rentarō Satsuma / Commander Sampson    | Taiten Kusunoki              | Michael Iwannek    |
| Miki Kurosaki                                  | Ai Nagano                    | Anita Hopt         |
| Megumi Shirakawa                               | Yukiko Hanioka               | Anne Helm          |
| Hiroshi Yushima / Chief Homer Yushima          | Yūichi Nagashima             | Frank Ciazynski    |
| Professor Suguru Daimon / Doktor Spencer Damon | Hozumi Gōda                  | Julien Haggége     |
| Chika Daimon / Kristy Damon                    | Kokoro Kikuchi               | Lilly Sumner       |
| Sayuri Daimon / Sarah Damon                    | Mariko Kōda                  | Susanne Geier      |
| Agumon                                         | Taiki Matsuno                | Gerald Schaale     |
| Gaomon                                         | Kazuya Nakai                 | Timm Neu           |
| Lalamon                                        | Yukana Nogami                | Daniela Reidies    |
| Falcomon                                       | Chie Kojiro                  |                    |
| Kudamon                                        | Nanaho Katsuragi             | Sarah Riedel       |
| Kamemon                                        | Naozumi Takahashi            |                    |
| BanchōLeomon / BanchoLeomon                    | Eiji Takemoto                | Gerrit Schmidt-Foß |
| Piyomon / Biyomon                              | Haruhi Terada                | Anja Rybiczka      |
| Gotsumon                                       | Ken Maeda                    |                    |
| SaberLeomon                                    | Hitoshi Bifu                 | Frank Muth         |
| Mercurimon / Merukimon                         | Kōsei Hirota                 | Gerald Paradies    |
| Professor Akihiro Kurata                       | Masami Kikuchi               | Eberhard Prüter    |
| Kōki                                           | Ken’ichirō Ōhashi            | Kim Hasper         |
| Nanami                                         | Ryōko Ono                    | Tanya Kahana       |
| Ivan                                           | Takanori Hoshino             | Tilo Schmitz       |
| Erzähler                                       | Taiki Matsuno                | Dirk Müller        |

#### Musik
Es wurden für die Serie die beiden Vorspanne Gōing! Going! My Soul!! (強ing! Going! My soul!!) von Dynamite SHU und Hirari (ヒラリ) von Kōji Wada produziert. Für den Abspann wurden One Star von Ito Yōsuke und Ryūsei (流星) von MiyuMiyu verwendet. Die letzte Folge endet mit dem ersten Vorspanntitel Gōing! Going! My Soul!!.
Der Vorspann der deutschen Ausstrahlung ist mit der Melodie des ersten japanischen Vorspanns mit deutschem Gesang unterlegt, das Lied hat den Titel Gib mir ein Zeichen. Der zweite Vorspann wurde in der deutschen Ausstrahlung nicht verwendet, allerdings kann man eine deutsche Version unter dem Titel Wolkenreiter in Folge 45 als Insert-Song hören. Als Abspann wird ein 15-sekündiger Zusammenschnitt aus Episoden und dem Vorspann mit einem Teil des Vorspanntitels verwendet.
Für den Abspann des Films produzierte Kōji Wada den Titel Hirari.

### Film
Toei Animation produzierte zu der Serie den Film Digimon Savers the Movie Kyūkyoku Power! Burst Mode Hatsudō!! (デジモンセイバーズ THE MOVIE 究極パワー！バーストモード発動!!), bei dem Tatsuya Nagamine Regie führte. Der Film ist nur 21 Minuten lang und kam am 9. Dezember 2006 in die japanischen Kinos. Am 25. April 2007 wurde er auf DVD veröffentlicht und kostet ¥1900.
Im Film wird die Welt der Menschen von einer unbekannten Macht angegriffen. Alle Menschen werden mit vergifteten Dornen in einen Schlaf versetzt. Die drei Digimon Agumon, Gaomon und Lalamon müssen nun ohne ihre Partner weiterkämpfen. Dabei werden sie unterstützt von dem Mädchen Rhythm, das sie vor den Dornen retten konnten. Es stellt sich heraus, dass der Urheber des Dornenangriffs ein besonders mächtiges, angeblich perfektes Digimon namens Argomon ist, gegen das die vier nun gemeinsam streiten.

### Videospiele
Zum Start der neuen Serie erschienen auch drei neue Videospiele, die vor dem Hintergrund der Serie spielen. Das erste war Digimon World DS von Bandai, das im Juni 2006 in Japan für den Nintendo DS erschien. Danach folgten im November Digimon World Data Squad für PlayStation 2 und März 2007 Digimon World Data Squad für Nintendo DS, ebenso beide von Bandai.